# Berthe Bénichou-Aboulker
Berthe Sultana Bénichou-Aboulker (Orán, 16 de mayo de 1886-Argel, 19 de agosto de 1942) fue una escritora de la Argelia francesa. 

## Biografía
Era hija de Adélaïde Mazeltov Mazeltob Azoubib, y de su segundo marido, Mardochée Bénichou, miembro de una de las familias judías más prominentes de Orán.
Con 22 años, se casó con el profesor de medicina, Henri Samuel Aboulker (1876–1957), y tuvieron cuatro hijos, entre ellos José Aboulker.

## Pubicaciones

### Teatro
- La Kahena, reine berbère, 1933.
- Louise de Lavallière, 1935.

### Poesía
- Pays de flamme , 1935.
- Danses, visions, 1939.
- Balkis la Sabéenne, Poèmes à Rébécca et Le Stratagème, 1939.